# Marco Túlio Cícero Menor
Marco Túlio Cícero (n. 64 a.C.; em latim: Marcus Tullius Cicero), conhecido como Cícero Menor ou Cícero, o Jovem, foi um político gente Túlia da República Romana nomeado cônsul sufecto sucedendo a Caio Antíscio Veto em meados de setembro, servindo com o cônsul Otaviano. Era filho de Marco Túlio Cícero, o famoso historiador e cônsul em 63 a.C., com sua esposa Terência. 

## Família e adolescência
Cícero, o Jovem, nasceu em 64 a.C., aparentemente no mesmo dia em que Lúcio Júlio César e Caio Márcio Fígulo foram eleitos cônsules. Ele era filho de Cícero, que, como um grande orador e senador consular, foi um dos principais personagens da República Romana no século I a.C., e de sua primeira esposa Terência, que morreu em decorrência do parto. Ele tinha uma irmã mais velha, Túlia Cícera, que nasceu em 79 e morreu em 45 a.C..
Com frequência, seu pai, em suas cartas, se refere a seu filho em termos afetuosos e os dois viajaram juntos até a Cilícia em 51 a.C.. No outono seguinte à chegada dos dois, Cícero, o jovem, foi enviado com um primo, Quinto Cícero, para uma visita ao rei Deiotaro da Galácia enquanto o procônsul prosseguia a guerra contra rebeldes nos montes Amanos. Quando voltou para a Itália, no final de 50 a.C., foi investido com a toga viril, em Arpino, no mês de março de 49 a.C..

## Juventude e educação
Desde muito pequeno, o jovem Cícero demonstrou interesse em seguir a carreira militar. Quando irrompeu a guerra civil, em 49 a.C., tinha apenas dezesseis anos, mas ainda assim seguiu para a Grécia e se juntou ao exécito de Pompeu, no qual recebeu o comando de uma esquadrão de cavalaria. Depois da derrota de Pompeu na Batalha de Farsalos, em 48 a.C., foi perdoado por Júlio César.
Posteriormente, permaneceu em Brundísio até a chegada de César do oriente e foi eleito pouco depois, em 46 a.C., juntamente com Quinto e um tal "M. Césio", para a função de edil em Arpino e, na primavera seguinte (45 a.C.), expressou o desejo de seguir para a Hispânia para participar da guerra contra os filhos de Pompeu.
Foi, apesar disto, persuadido por seu pai a abandonar este projeto e enviado a Atenas para prosseguir seus estudos juntamente com vários outros proeminentes jovens romanos. Enquanto estava lá, escreveu uma carta a Tiro, um escravo e, mais tarde, liberto da família de Cícero, na qual afirma estar praticando a declamação do grego com Górgias, mas teve que deixar de fazê-lo, pois seu pai, a quem não queria ofender, pediu. Cícero, o Jovem, estudou depois a declamação do grego com Cássio e latim com Bruto, os dois líderes do grupo que tramou o assassinato de César, que, depois disto, estavam na Grécia tentando de angariar apoio em sua guerra contra o Segundo Triunvirato.

## Vingador
Depois que seu pai foi assassinado, em 43 a.C., por ordem de Marco Antônio, Cícero se uniu ao exército dos liberatores, encabeçado por Cássio e Bruto. Este último o elevou à posição de tribuno militar, na qual conseguiu derrotar uma legião comandada por Lúcio Pisão, um dos legados de Antônio, e prender Caio Antônio, além de muitos outros serviços realizados durante a campanha na Macedônia. Quando o exército republicano foi derrotado na Batalha de Filipos, fugiu com Cássio de Parma para se unir, em seguida, a Sexto Pompeu na Sicília. Depois da anistia proferida depois do Pacto de Miseno em favor dos exilados, voltou a Roma em 39 a.C..
Viveu na capital romana sem participar da vida política até que Otaviano, talvez arrependido pela traição contra o pai dele, nomeou-o para uma posição no Colégio dos Áugures. Depois da disputa final contra Antônio, Cícero participou da Batalha de Ácio, em 31 a.C., e assumiu, em 13 de setembro do ano seguinte, o cargo de cônsul sufecto no lugar de Caio Antíscio Veto e serviu com Otaviano.
Por uma coincidência singular, coube a Cícero, o cônsul, a incumbência de anunciar a morte de Marco Antônio ao Senado Romano. Coube a ele também revogar todas as honras que Antônio tinha e destruir todas as suas estátuas ("damnatio memoriae"), além de decretar que nenhum outro membro da gente Antônia poderia assumir o nome "Marco" novamente. Segundo Plutarco:
| “ | Desta forma, a justiça divina confiou à família de Cícero os atos finais do castigo de Antônio | ” |
|   | — Plutarco, "A Queda da República Romana".                                                     |   |

Pouco depois, foi nomeado governador da província da Ásia, ou, segundo outras fontes, procônsul da Síria entre 28 e 25 a.C., desaparecendo do registro histórico depois disto.